# Feel Again
«Feel Again» — песня американской рок-группы OneRepublic с их третьего студийного альбома Native (2013). Первоначально задуманный как главный сингл альбома, позже он был переименован в промо-сингл. Он был написан и спродюсирован Райаном Теддером, Брентом Катцлом, Дрю Брауном и Ноэлем Занканеллой.
«Feel Again» рассказывает о возвращении к своей собственной жизни и принятии жизни, а также о превращении из «одинокой души» в человека, способного снова любить. Он получил положительные отзывы музыкальных критиков, которые назвали его «чудесно запоминающимся» и что он станет отличным подпевком на крупных фестивалях. Некоторые критики сравнили эту песню с песней «Dog Days Are Over» группы Florence + the Machine. Песня имела умеренный успех в Северной Америке, заняв 36 строчку в Billboard Hot 100; однако наибольший успех он добился в Европе, особенно в Германии, где занял 9- е место в чартах Media Control Charts.
Часть выручки от продажи сингла будет пожертвована кампании Save the Children's Every Beat Matters для поддержки обучения передовых медицинских работников по всему миру.

## Выпуск
«Feel Again» был представлен на канале ABC Good Morning America 10 августа 2012 года, а 22 августа группа выпустила аудиопоток, чтобы все могли послушать трек. Сингл также был поставлен на радио 22 августа, а песня была выпущена в iTunes 27 августа 2012 года. Часть выручки от продаж сингла будет передана в дар. кампании Save the Children's Every Beat Matters, направленной на поддержку обучения передовых медицинских работников во всем мире. Песня также широко использовалась в трейлерах к фильму 2013 года The Spectacular Now. Он также является одним из 16 основных треков на NOW That's What I Call Music! 45.

## Написание песни
«Feel Again» написали Райан Теддер, Брент Катцл, Дрю Браун и Ноэль Занканелла, а продюсированием занимался Теддер. Теддер рассказал, что в прошлом году его вдохновляли госпел-мелодии и гармонии. «Сама песня была своего рода отходом от всего, что мы когда-либо делали раньше на всех уровнях», — сказал фронтмен Райан Теддер. «Это очень динамичная песня, и в ней много влияния госпела». «По какой-то причине это нашло отклик во мне, и я чувствовал, что действительно хочу перенести как можно больше наших песен в эту атмосферу», — сказал он.
Теддер сказал, что их партнёрство с Save the Children было удачным, и это действительно помогло ему закончить текст песни.

## Сочинение
«Feel Again» — динамичная песня с воодушевляющей мелодией, наполненной надеждой и оптимизмом. Он демонстрирует более богатую и полную звуковую палитру, которая подчёркивает гимновые качества их написания песен. Воодушевляющая, эмоциональная песня содержит запоминающиеся мелодии, похожие на их прошлые работы, такие как «Good Life», «Stop and Stare», «Apologize» и «All the Right Moves».
Эмоциональное притяжение песни усиливается мощными текстами о возвращении к себе и принятии жизни. «Сердце все ещё бьётся, но оно не работает. Я протягиваю руку, пытаясь любить, но ничего не чувствую», — говорит Теддер, прежде чем разразиться мелодичным припевом, наполненным блаженством: «Но с тобой я снова чувствую». Песня с хлопками в ладоши — это, в конечном счёте, рассказ о том, как схватить жизнь за рога и снова почувствовать себя новым, независимо от того, что произошло накануне. В припеве Теддер поёт о превращении из «одинокой души» в человека, способного снова любить; «Я чувствую себя лучше с тех пор, как ты меня знаешь. Я был одинокой душой, но это старый я».

## Треклист

#### Digital download
«Feel Again» — 3:05

#### CD single
«Feel Again» (album version) — 3:05
«Feel Again» (Tai remix) — 5:33